# 84 Carinae
84 Carinae (C Carinae) é uma estrela binária na direção da Carina. Possui uma ascensão reta de 08h 15m 15.95s e uma declinação de −62° 54′ 56.2″. Sua magnitude aparente é igual a 5.16. Considerando sua distância de 242 anos-luz em relação à Terra, sua magnitude absoluta é igual a 0.81. Pertence à classe espectral A+....